# Filchnerella
Filchnerella är ett släkte av insekter. Filchnerella ingår i familjen Pamphagidae.
Kladogram enligt Catalogue of Life:
| Filchnerella | \| \| Filchnerella amplivertica \| \| \| \| \| \| Filchnerella beicki \| \| \| \| \| \| Filchnerella brachyptera \| \| \| \| \| \| Filchnerella gansuensis \| \| \| \| \| \| Filchnerella helanshanensis \| \| \| \| \| \| Filchnerella kukunoris \| \| \| \| \| \| Filchnerella lanchowensis \| \| \| \| \| \| Filchnerella micropenna \| \| \| \| \| \| Filchnerella nigritibia \| \| \| \| \| \| Filchnerella pamphagoides \| \| \| \| \| \| Filchnerella qilianshanensis \| \| \| \| \| \| Filchnerella rubrimargina \| \| \| \| \| \| Filchnerella rufitibia \| \| \| \| \| \| Filchnerella sunanensis \| \| \| \| \| \| Filchnerella tenggerensis \| \| \| \| \| \| Filchnerella tientsuensis \| \| \| \| \| \| Filchnerella yongdengensis \| \| \| \| \| \| Filchnerella zhengi \| \| \| \| |
|              | \| \| Filchnerella amplivertica \| \| \| \| \| \| Filchnerella beicki \| \| \| \| \| \| Filchnerella brachyptera \| \| \| \| \| \| Filchnerella gansuensis \| \| \| \| \| \| Filchnerella helanshanensis \| \| \| \| \| \| Filchnerella kukunoris \| \| \| \| \| \| Filchnerella lanchowensis \| \| \| \| \| \| Filchnerella micropenna \| \| \| \| \| \| Filchnerella nigritibia \| \| \| \| \| \| Filchnerella pamphagoides \| \| \| \| \| \| Filchnerella qilianshanensis \| \| \| \| \| \| Filchnerella rubrimargina \| \| \| \| \| \| Filchnerella rufitibia \| \| \| \| \| \| Filchnerella sunanensis \| \| \| \| \| \| Filchnerella tenggerensis \| \| \| \| \| \| Filchnerella tientsuensis \| \| \| \| \| \| Filchnerella yongdengensis \| \| \| \| \| \| Filchnerella zhengi \| \| \| \| |
|              | Filchnerella amplivertica |
|              | |
|              | Filchnerella beicki |
|              | |
|              | Filchnerella brachyptera |
|              | |
|              | Filchnerella gansuensis |
|              | |
|              | Filchnerella helanshanensis |
|              | |
|              | Filchnerella kukunoris |
|              | |
|              | Filchnerella lanchowensis |
|              | |
|              | Filchnerella micropenna |
|              | |
|              | Filchnerella nigritibia |
|              | |
|              | Filchnerella pamphagoides |
|              | |
|              | Filchnerella qilianshanensis |
|              | |
|              | Filchnerella rubrimargina |
|              | |
|              | Filchnerella rufitibia |
|              | |
|              | Filchnerella sunanensis |
|              | |
|              | Filchnerella tenggerensis |
|              | |
|              | Filchnerella tientsuensis |
|              | |
|              | Filchnerella yongdengensis |
|              | |
|              | Filchnerella zhengi |
|              | |